# Voile aux Jeux olympiques d'été de 2008
Navigation
Athènes 2004 Londres 2012
Les compétitions de voile aux Jeux olympiques d'été de 2008 se déroulent  du 9 au 21 août 2008.

## Site des compétitions
Les régates ont lieu sur le site du centre olympique de voile à Qingdao en Chine.

## Calendrier
| Voile aux Jeux olympiques de 2008 | Voile aux Jeux olympiques de 2008 | Voile aux Jeux olympiques de 2008 | Voile aux Jeux olympiques de 2008 | Voile aux Jeux olympiques de 2008 | Voile aux Jeux olympiques de 2008 | Voile aux Jeux olympiques de 2008 | Voile aux Jeux olympiques de 2008 | Voile aux Jeux olympiques de 2008 | Voile aux Jeux olympiques de 2008 | Voile aux Jeux olympiques de 2008 | Voile aux Jeux olympiques de 2008 | Voile aux Jeux olympiques de 2008 | Voile aux Jeux olympiques de 2008 | Voile aux Jeux olympiques de 2008 | Voile aux Jeux olympiques de 2008 | Voile aux Jeux olympiques de 2008 | Voile aux Jeux olympiques de 2008 | Voile aux Jeux olympiques de 2008 | Voile aux Jeux olympiques de 2008 | Voile aux Jeux olympiques de 2008 |
| Août                              | Août                              | Août                              | 8                                 | 9                                 | 10                                | 11                                | 12                                | 13                                | 14                                | 15                                | 16                                | 17                                | 18                                | 19                                | 20                                | 21                                | 22                                | 23                                | 24                                |                                   |
| --------------------------------- | --------------------------------- | --------------------------------- | --------------------------------- | --------------------------------- | --------------------------------- | --------------------------------- | --------------------------------- | --------------------------------- | --------------------------------- | --------------------------------- | --------------------------------- | --------------------------------- | --------------------------------- | --------------------------------- | --------------------------------- | --------------------------------- | --------------------------------- | --------------------------------- | --------------------------------- | --------------------------------- |
|                                   |                                   |                                   |                                   |                                   |                                   |                                   |                                   |                                   |                                   |                                   | 2                                 | 1                                 | 2                                 | 2                                 | 2                                 | 2                                 |                                   |                                   |                                   |                                   |

|  | Jour de compétition |  | Jour de finale |

## Voiliers olympiques
Le Soling n'est plus retenu. Une nouvelle planche à voile, la RS:X, remplace la Mistral One Design avec deux gréements, dont un à voilure réduite pour les épreuves dames. Le Laser radial pour l'épreuve dames en solitaire remplace l'Europe.

RS:X et RS:X dames - Laser et Laser Radial dames - Finn - 470 - 49er - Yngling - Star - Tornado

## Épreuves au programme
Onze épreuves de voile sont au programme de ces Jeux olympiques : 
- RS:X (planche à voile) Hommes
- RS:X (planche à voile) Femmes
- 470 Hommes (2 équipiers)
- 470 Femmes (2 équipières)
- Laser standard (hommes)
- Laser radial (femmes)
- Star (2 équipiers)
- Finn (1 équipier)
- Yngling (3 équipières)
- Tornado (2 équipiers)
- 49er (2 équipiers)

Règles : pour obtenir le score final, on additionne les places obtenues à chaque course. Si le nombre de courses est suffisant, on pourra éventuellement retirer un ou plusieurs mauvais résultats. Lors de la dernière course de la semaine, la medal race, les points comptent double.
Le vainqueur est celui qui a totalisé le plus petit nombre de points.

## Épreuves de qualification olympique
Les championnats du monde 2007 et 2008 ont été les deux épreuves déterminantes pour désigner les nations qualifiées pour les régates olympiques. Les pays déjà qualifiés et le nombre de places restantes sont indiqués ci-dessous.

## Voile
| Épreuves               | Or                                                  | Argent                                              | Bronze                                                       |
| ---------------------- | --------------------------------------------------- | --------------------------------------------------- | ------------------------------------------------------------ |
| Planche à voile hommes | Tom Ashley (NZL)                                    | Julien Bontemps (FRA)                               | Shahar Zubari (ISR)                                          |
| Planche à voile femmes | Yin Jian (CHN)                                      | Alessandra Sensini (ITA)                            | Bryony Shaw (GBR)                                            |
| Laser hommes           | Paul Goodison (GBR)                                 | Vasilij Zbogar (SLO)                                | Diego Romero (ITA)                                           |
| Laser Radial femmes    | Anna Tunnicliffe (USA)                              | Gintarė Volungevičiūtė (LTU)                        | Xu Lijia (CHN)                                               |
| 470 hommes             | Nathan Wilmot & Malcolm Page (AUS)                  | Nick Rogers & Joe Glanfield (GBR)                   | Nicolas Charbonnier & Olivier Bausset (FRA)                  |
| 470 femmes             | Elise Rechichi & Tessa Parkinson (AUS)              | Marcelien de Koning & Lobke Berkhout (NED)          | Fernanda Oliveira & Isabel Swan (BRA)                        |
| 49er mixte             | Jonas Warrer & Martin Kirketerp Ibsen (DEN)         | Iker Martínez de Lizarduy & Xabier Fernández (ESP)  | Jan Peter Peckolt & Hannes Peckolt (GER)                     |
| Finn mixte             | Ben Ainslie (GBR)                                   | Zach Railey (USA)                                   | Guillaume Florent (FRA)                                      |
| Star hommes            | Grande-Bretagne Iain Percy Andrew Simpson           | Brésil Robert Scheidt Bruno Prada                   | Suède Fredrik Lööf Anders Ekström                            |
| Tornado mixte          | Espagne Antón Paz Fernando Echavarri                | Australie Darren Bundock Glenn Ashby                | Argentine Santiago Lange Carlos Espínola                     |
| Yngling                | Grande-Bretagne Sarah Ayton Sarah Webb Pippa Wilson | Pays-Bas Mandy Mulder Annemieke Bes Merel Witteveen | Grèce Sofía Bekatórou Sofía Papadopoúlou Viryinía Kravarióti |

## Résultats

### Hommes
| Classement | Nom             | Pts  |
| ---------- | --------------- | ---- |
|            | J. Bontemps     | 45   |
|            | N. Dempsey      | 46   |
|            | T. Ashley       | 46   |
| 4          | S. Zubari       | 54   |
| 5          | R. Santos       | 65   |
| 6          | N. Kaklamanakis | 75   |
| 7          | K. Chan         | 82   |
| 10         | A. Wang         | 85   |
| 9          | I. Pastor       | 93   |
| 10         | M. Tomizawa     | 98   |
|            | Hors Medal race |      |
| 11         | J. Rodrigues    | 101  |
| 12         | M. Oberemko     | 103  |
| 13         | A. Cariolou     | 111  |
| 14         | R. Stauffacher  | 111  |
| 15         | C. Bouman       | 112  |
| 16         | P. Miarczynski  | 116  |
| 17         | D. Mier Y Teran | 129  |
| 18         | T. Lee          | 133  |
| 19         | A. Gadorfalvi   | 136  |
| 20         | F. Heidegger    | 138  |
| 21         | M. Reutemann    | 168  |
| 22         | E. Icingir      | 172  |
| 23         | Z. Plavsic      | 181  |
| 24         | J. Poulsen      | 201  |
| 25         | E. Boonsawad    | 203  |
| 26         | B. Barger       | 217  |
| 27         | I. SULAKSANA    | 225  |
| 28         | M. Zhukavets    | 229  |
| 29         | C. Flores Perez | 232  |
| 30         | P. Pollak       | 2243 |
| 31         | H. Chang        | 260  |
| 32         | L. Mratovic     | 265  |
| 33         | J. Ahun         | 273  |
| 34         | A. Tokarev      | 279  |
| 35         | S. Grillo       | 293  |

| Classement | Nom                  | Pts |
| ---------- | -------------------- | --- |
|            | P. Goodison          | 63  |
|            | V. Zbogar            | 65  |
|            | D. Romero            | 75  |
| 4          | G. Lima              | 76  |
| 5          | A. Murdoch           | 81  |
| 6          | R. Myrgren           | 83  |
| 7          | J. Alsogaray         | 92  |
| 8          | J. Bernaz            | 108 |
| 9          | M. Leigh             | 109 |
| 10         | K. Ruth              | 109 |
|            | Hors Medal Race      |     |
| 11         | I. Lisovenko         | 96  |
| 12         | L. Radelic           | 101 |
| 13         | P. Kontides          | 113 |
| 14         | J. Hernandez         | 121 |
| 15         | E. Cheimonas         | 130 |
| 16         | M. Grabowski         | 131 |
| 17         | A. Foglia            | 133 |
| 18         | K. Muslubas          | 146 |
| 19         | A. Geritzer          | 157 |
| 20         | S. Shen              | 159 |
| 21         | T. Barrows           | 164 |
| 22         | T. Slingsby          | 164 |
| 23         | A. Nyholm            | 165 |
| 24         | D. Karpak            | 166 |
| 25         | A. Campbell          | 174 |
| 26         | M. Del Solar         | 180 |
| 27         | B. Fontes            | 184 |
| 28         | J. Ha                | 190 |
| 29         | Z. Berecz            | 195 |
| 30         | P. Collura           | 198 |
| 31         | M. Trcka             | 202 |
| 32         | A. Julie             | 203 |
| 33         | J. Maegli            | 206 |
| 34         | R. Van Schaardenburg | 215 |
| 35         | Y. Iijima            | 235 |
| 36         | S. Koh               | 239 |
| 37         | C. Bottoni           | 241 |
| 38         | K. Lim               | 249 |
| 39         | J. Ruiz Durango      | 249 |
| 40         | R. Aguayo            | 259 |
| 41         | M. Schmit            | 267 |
| 42         | A. Mohammad          | 272 |
| 43         | G. Douglas           | 299 |

| Classement | Nom              | Pts |
| ---------- | ---------------- | --- |
|            | Australie        | 44  |
|            | Royaume-Uni      | 75  |
|            | France           | 78  |
| 4          | Pays-Bas         | 78  |
| 5          | Espagne          | 87  |
| 6          | Italie           | 91  |
| 7          | Japon            | 97  |
| 8          | Portugal         | 102 |
| 9          | Croatie          | 107 |
| 10         | Argentine        | 110 |
|            | Hors medal race  |     |
| 11         | Nouvelle-Zélande | 95  |
| 12         | Grèce            | 101 |
| 13         | États-Unis       | 105 |
| 14         | Israël           | 108 |
| 15         | Suède            | 111 |
| 16         | Irlande          | 129 |
| 17         | Brésil           | 134 |
| 18         | Slovénie         | 139 |
| 19         | Pologne          | 151 |
| 20         | Russie           | 157 |
| 21         | Biélorussie      | 159 |
| 22         | Singapour        | 159 |
| 23         | Suisse           | 162 |
| 24         | Autriche         | 164 |
| 25         | Corée du Sud     | 180 |
| 26         | Chine            | 186 |
| 27         | Finlande         | 196 |
| 28         | Turquie          | 198 |
| 29         | Canada           | 205 |

| Classement | Nom              | Pts |
| ---------- | ---------------- | --- |
|            | Suède            | 23  |
|            | Royaume-Uni      | 28  |
|            | France           | 32  |
| 4          | Pologne          | 33  |
| 5          | Allemagne        | 36  |
| 6          | Portugal         | 37  |
| 7          | Nouvelle-Zélande | 38  |
| 8          | Brésil           | 38  |
| 9          | Suisse           | 41  |
| 10         | Italie           | 52  |
| 11         | Croatie          | 54  |
| 12         | États-Unis       | 56  |
| 13         | Autriche         | 57  |
| 14         | Irlande          | 60  |
| 15         | Australie        | 62  |
| 16         | Chine            | 93  |

### Femmes
| Classement | Nom               | Pts |
| ---------- | ----------------- | --- |
|            | J. Yin            | 33  |
|            | A. Sensini        | 38  |
|            | B. Shaw           | 41  |
| 4          | M. Alabau         | 46  |
| 5          | J. Crisp          | 49  |
| 6          | B. Kendall        | 63  |
| 7          | Z. Klepacka       | 66  |
| 8          | O. Maslivets      | 73  |
| 9          | W. Chang          | 75  |
| 10         | M. Davidovich     | 97  |
|            | Hors Medal race   |     |
| 11         | F. Merret         | 100 |
| 12         | I. Bontemps       | 101 |
| 13         | Y. Kosuge         | 102 |
| 14         | J. Staalstroem    | 107 |
| 15         | A. Frai           | 107 |
| 16         | T. Petaja         | 117 |
| 17         | N. Girke          | 125 |
| 18         | P. Freitas        | 135 |
| 19         | B. Honore         | 142 |
| 20         | N. Tansai         | 169 |
| 21         | G. Chatzidamianou | 182 |
| 22         | D. Detre          | 185 |
| 23         | D. Vega           | 190 |
| 24         | T. Bazyuk         | 198 |
| 25         | F. Gutierrez      | 216 |
| 26         | N. Rios           | 224 |
| 27         | S. Koktenturk     | 232 |

| Classement | Nom                | Pts |
| ---------- | ------------------ | --- |
|            | A. Tunnicliffe     | 37  |
|            | G. Volungeviciute  | 42  |
|            | L. Xu              | 50  |
| 4          | S. Blanck          | 62  |
| 5          | S. Steyaert        | 77  |
| 6          | N. Brugger         | 90  |
| 7          | J. Aleh            | 90  |
| 8          | E. Van Acker       | 91  |
| 9          | K. Szotynska       | 109 |
| 10         | P. Clark           | 112 |
|            | Hors Medal race    |     |
| 11         | M. Petronijevic    | 98  |
| 12         | C. Carranza Saroli | 104 |
| 13         | T. Elias Calles    | 107 |
| 14         | K. Soderstrom      | 107 |
| 15         | P. Niemann         | 109 |
| 16         | N. Edelman         | 111 |
| 17         | L. Ross            | 111 |
| 18         | E. Mantzaraki      | 115 |
| 19         | L. Nevierov        | 124 |
| 20         | C. Peelo           | 127 |
| 21         | S. Romero          | 127 |
| 22         | T. Tenkanen        | 128 |
| 23         | T. Drozdovskaya    | 128 |
| 24         | F. Cerutti Bogado  | 142 |
| 25         | M. Lo              | 148 |
| 26         | P. Schmidt         | 163 |
| 27         | A. Chernova        | 168 |
| 28         | C. Gjerpen         | 202 |

| Classement | Nom             | Pts |
| ---------- | --------------- | --- |
|            | Australie       | 43  |
|            | Pays-Bas        | 53  |
|            | Brésil          | 60  |
| 4          | Israël          | 66  |
| 5          | Italie          | 75  |
| 6          | Royaume-Uni     | 82  |
| 7          | Tchéquie        | 83  |
| 8          | Autriche        | 84  |
| 9          | Allemagne       | 90  |
| 10         | Espagne         | 92  |
|            | Hors medal race |     |
| 11         | France          | 85  |
| 12         | États-Unis      | 89  |
| 13         | Slovénie        | 92  |
| 14         | Japon           | 93  |
| 15         | Suède           | 101 |
| 16         | Argentine       | 113 |
| 17         | Suisse          | 114 |
| 18         | Chine           | 119 |
| 19         | Singapour       | 156 |

| Classement | Nom             | Pts |
| ---------- | --------------- | --- |
|            | Royaume-Uni     | 24  |
|            | Pays-Bas        | 33  |
|            | Grèce           | 48  |
| 4          | Allemagne       | 56  |
| 5          | Australie       | 57  |
| 6          | Russie          | 58  |
| 7          | France          | 62  |
| 8          | États-Unis      | 63  |
| 9          | Chine           | 65  |
| 10         | Norvège         | 71  |
|            | Hors Medal race |     |
| 11         | Finlande        | 60  |
| 12         | Afrique du Sud  | 63  |
| 13         | Canada          | 66  |
| 14         | Espagne         | 67  |
| 15         | Italie          | 74  |

### Mixte
| Classement | Pays        | Pts |
| ---------- | ----------- | --- |
| Or         | Danemark    | 61  |
| Argent     | Espagne     | 64  |
| Bronze     | Allemagne   | 66  |
| 4          | Italie      | 66  |
| 5          | Australie   | 73  |
| 6          | États-Unis  | 89  |
| 7          | Brésil      | 99  |
| 8          | Autriche    | 99  |
| 9          | Royaume-Uni | 100 |
| 10         | France      | 109 |
| 11         | Portugal    | 110 |
| 12         | Japon       | 113 |
| 13         | Norvège     | 128 |
| 14         | Canada      | 134 |
| 15         | Ukraine     | 139 |
| 16         | Pologne     | 147 |
| 17         | Croatie     | 158 |
| 18         | Suède       | 163 |
| 19         | Chine       | 176 |

| Classement | Nom                       | Pts |
| ---------- | ------------------------- | --- |
| Or         | Ben Ainslie               | 23  |
| Argent     | Zach Railey               | 45  |
| Bronze     | Guillaume Florent         | 58  |
| 4          | Daniel Birgmark           | 58  |
| 5          | Christopher Cook          | 67  |
| 6          | Jonas Hoegh-Christensen   | 70  |
| 7          | Gasper Vincec             | 72  |
| 8          | Ivan Kljakovic-Gaspic     | 76  |
| 9          | Rafa Trujillo             | 80  |
| 10         | Rafal Szukiel             | 82  |
| 11         | Giorgio Poggi             | 84  |
| 12         | Dan Slater                | 86  |
| 13         | Eduardo Couto             | 89  |
| 14         | Pieter-Jan Postma         | 93  |
| 15         | Emilios Papathanasiou     | 101 |
| 16         | Anthony Nossiter          | 101 |
| 17         | Eduard Skornyakov         | 102 |
| 18         | Tapio Nirkko              | 102 |
| 19         | Peer Moberg               | 107 |
| 20         | Ali Kemal Tufecki         | 107 |
| 21         | Tim Googbody              | 112 |
| 22         | Haris Papadopoulos        | 115 |
| 23         | Nachhatar Singh Johal     | 128 |
| 24         | Zhang Peng                | 131 |
| 25         | Michael Maier             | 137 |
| 26         | Jhonny Senen Bilbao Bande | 149 |

| Classement | Nom         | Pts |
| ---------- | ----------- | --- |
|            | Espagne     | 20  |
|            | Australie   | 20  |
|            | Grèce       | 32  |
| 4          | Argentine   | 33  |
| 5          | Italie      | 33  |
| 6          | Allemagne   | 34  |
| 7          | Pays-Bas    | 34  |
| 8          | Canada      | 41  |
| 9          | Belgique    | 44  |
| 10         | France      | 48  |
| 11         | Autriche    | 49  |
| 12         | Royaume-Uni | 49  |
| 13         | Ukraine     | 61  |
| 14         | États-Unis  | 70  |
| 15         | Chine       | 71  |

## Tableau des médailles définitif
| Rang | Nation           | Or | Argent | Bronze | Total |
| ---- | ---------------- | -- | ------ | ------ | ----- |
| 1    | Royaume-Uni      | 4  | 1      | 1      | 6     |
| 2    | Australie        | 2  | 1      | 0      | 3     |
| 3    | États-Unis       | 1  | 1      | 0      | 2     |
| -    | Espagne          | 1  | 1      | 0      | 2     |
| 5    | Chine            | 1  | 0      | 1      | 2     |
| 6    | Danemark         | 1  | 0      | 0      | 1     |
| -    | Nouvelle-Zélande | 1  | 0      | 0      | 1     |
| 8    | Pays-Bas         | 0  | 2      | 0      | 2     |
| 9    | France           | 0  | 1      | 2      | 3     |
| 10   | Italie           | 0  | 1      | 1      | 2     |
| -    | Brésil           | 0  | 1      | 1      | 2     |
| 12   | Lituanie         | 0  | 1      | 0      | 1     |
| -    | Slovénie         | 0  | 1      | 0      | 1     |
| 14   | Allemagne        | 0  | 0      | 1      | 1     |
| -    | Grèce            | 0  | 0      | 1      | 1     |
| -    | Israël           | 0  | 0      | 1      | 1     |
| -    | Argentine        | 0  | 0      | 1      | 1     |
| -    | Suède            | 0  | 0      | 1      | 1     |